# Coyoles (flygplats)
Coyoles är en flygplats i Honduras.   Den ligger i departementet Departamento de Yoro, i den centrala delen av landet, 170 km norr om huvudstaden Tegucigalpa. Coyoles ligger 218 meter över havet.
Terrängen runt Coyoles är varierad. Runt Coyoles är det ganska tätbefolkat, med 160 invånare per kvadratkilometer. Närmaste större samhälle är Olanchito, 11,7 km öster om Coyoles. Omgivningarna runt Coyoles är en mosaik av jordbruksmark och naturlig växtlighet.